# In the Life
IN THE LIFE – piąty album studyjny japońskiego zespołu B’z, wydany 27 listopada 1991 roku. Osiągnął 1 pozycję w rankingu Oricon i pozostał na liście przez 98 tygodni, sprzedał się w nakładzie 2 402 970 egzemplarzy. Album zdobył status podwójnej płyty Milion.

## Lista utworów
| Nr  | Tytuł                                                         | Czas |
| --- | ------------------------------------------------------------- | ---- |
| 1.  | „Wonderful Opportunity”                                       | 4:37 |
| 2.  | „TONIGHT (Is The Night)”                                      | 4:52 |
| 3.  | „Kairaku no heya” (jap. 『快楽の部屋』)                       | 4:53 |
| 4.  | „Urei no GYPSY” (jap. 憂いのGYPSY)                            | 6:40 |
| 5.  | „Crazy Rendezvous”                                            | 4:21 |
| 6.  | „Mō ichido kiss shitakatta” (jap. もう一度キスしたかった)     | 4:37 |
| 7.  | „WILD LIFE”                                                   | 4:27 |
| 8.  | „Soredemo kimi ni wa modorenai” (jap. それでも君には戻れない) | 4:43 |
| 9.  | „Aikawarazu na bokura” (jap. あいかわらずなボクら)            | 1:41 |
| 10. | „ALONE”                                                       | 6:21 |

## Notowania
| Lista                                 | Pozycja |
| ------------------------------------- | ------- |
| Oricon Weekly Albums Chart            | 1       |
| Oricon Yearly Albums Chart (rok 1992) | 2       |
| Oricon Yearly Albums Chart (rok 1993) | 77      |

## Muzycy
- Tak Matsumoto: gitara, kompozycja i aranżacja utworów; chórek (#10)
- Kōshi Inaba: wokal, teksty utworów; chórek (#10)
- Masao Akashi: bas (#7), manipulator, aranżacja; chórek (#10)
- Jun Aoyama: perkusja (#1-5, #3, #8)
- Ikkō Tanaka: perkusja (#6, #7, #10), tamburyn (#9), chórek (#9)
- Akira Onozuka: keyboard (#3, #6, #10)
- Toshihiko Furumura: saksofon (#1-3)
- Maki Ōguro: chórek (#1-2)
- Yōko Hiromoto: chórek (#9)